# Cochleanthes lueddemanniana
Cochleanthes lueddemanniana är en orkidéart som först beskrevs av Heinrich Gustav Reichenbach, och fick sitt nu gällande namn av Richard Evans Schultes och Leslie Andrew Garay. Cochleanthes lueddemanniana ingår i släktet Cochleanthes, och familjen orkidéer. Inga underarter finns listade i Catalogue of Life.